# Западна провинция (Соломонови острови)
Западната провинция (на английски: Western Province) е една от провинциите на Соломоновите острови. Включва групата от малките вулканични острови Ню Джорджия с площ от 5475 км² и население 62 739 души (1999). Столицата е Гизо.